# Ermita del Calvario (Cuevas de Vinromá)
La Ermita del Calvario, en la localidad de Cuevas de Vinromá, en la comarca de la Plana Alta, en la provincia de Castellón, es una ermita que se encuentra en el mismo núcleo poblacional de Cuevas de Vinromá, al final de la calle de su mismo nombre.
Está catalogada como Bien de relevancia local, presentando como identificación el código: 12.05.050-001, según consta en la Dirección General de Patrimonio Artístico de la Generalidad Valenciana.

## Descripción
El recinto donde se encuentra ubicada la ermita está aislado del exterior mediante una vallado, el cual se puede, atravesar a través de una puerta de rejas, que hace las veces de acceso principal al mismo.
Como se trata de la ermita de un calvario, antes de llegar a ella se pueden contemplar todas las estaciones del Vía Crucis que se encuentra ubicado en unos casalicios, fabricados en piedra labrada, diseminados a través de un camino decorado con cipreses.
La capilla está dedicada  al Santo Cristo del Calvario, y se sitúa en la zona más llamativa del complejo, pudiéndose distinguir su situación, por la cúpula de tejas azules que la cubren.
Es un edificio de elevada altura, con fachada realizada con sillares labrados, presentando como acceso principal, una puerta rectangular que se encuentra enmarcada por pilastras.
El resto de la fachada está adornado con una ventana, con una cornisa  mixtilínea que presenta jarrones como decoración y está rematada con una espadaña.
Respecto al interior, en él destacan siete pinturas realizadas al fresco por parte de Joaquín Ollet entre 1809 y 1810, en las que se reflejan escenas de la Pasión. Están enmarcadas con decoradas molduras y volutas. Por su parte el altar mayor está presidido por un crucifijo de considerables dimensiones.
El mantenimiento de la capilla y su utilización (se lleva a cabo, por ejemplo, una novena a partir del sábado anterior a la festividad de Cristo Rey) está en manos de la  Cofradía del Cristo del Calvario.